# 1875 Neruda
1875 Neruda este un asteroid din centura principală, descoperit pe 22 august 1969 de Luboš Kohoutek.